# Abadio de Antinoe
Abadio de Antinoe, fue un obispo de Antinoe, hoy día parte de Egipto en el siglo IV, durante el gobierno de Diocleciano. Se le considera como santo en la Iglesia copta y parece ser que murió martirizado tras una disputa teológica con lo Arriano, gobernador de Antinoópolis, quien lo mandó ejecutar. 
Se le conmemora el 26 de Diciembre según el Sinaxario Alejandrino. Se le menciona en Les Martyrs d'Égypte de Hippolyte Delehaye.

## Biografía
- Holweck, F. G. A Biographical Dictionary of the Saint. St. Louis, MO: B. Herder Book Co. 1924.

- Datos: Q4663226